# Gynodiastylis hartmeyeri
Gynodiastylis hartmeyeri är en kräftdjursart som beskrevs av John Todd Zimmer 1914. Gynodiastylis hartmeyeri ingår i släktet Gynodiastylis och familjen Gynodiastylidae. Inga underarter finns listade i Catalogue of Life.